# Anke Hoeffler
Anke Elisabeth Hoeffler (* 1. November 1967) ist eine deutsch-britische Ökonomin und Politologin.

## Leben
Sie ist die Tochter des Mediziners Dietrich Höffler, studierte in Würzburg (Diplom in Wirtschaftswissenschaften) und London (Birkbeck College, Master-Abschluss in Economics) und wurde an der Universität Oxford promoviert. Sie forscht seit 1999 in Oxford und ist dort Research Officer am Centre for the Study of African Economies am St. Antony’s College in Oxford. 2019 erhielt sie eine Humboldt-Professur an der Universität Konstanz und hat dort den Lehrstuhl für Entwicklungspolitik aufgebaut.

## Forschung
Sie erforscht die politische Ökonomie von Entwicklungsländern, insbesondere die Ursachen und Folgen von Gewalt. In ihrer gemeinsamen Arbeit mit Paul Collier argumentiert sie, dass die Triebfedern für Bürgerkriege nicht so sehr politische und religiöse Missstände sind, sondern vielmehr wirtschaftliche Möglichkeiten (Greed and Grievance approach). Sie interessiert sich für die sozialen Ursachen von übermäßiger Morbidität und Mortalität und forscht hierzu interdisziplinär.
Sie ist Mitglied des African Economic Research Consortium (AERC), wo sie in einem interdisziplinären Projekt über den Zusammenhang von Entwicklungshilfe und Konflikten forscht.
Im Jahr 2024 wurde sie als Mitglied der Sektion Ökonomik und Empirische Sozialwissenschaften in die Nationale Akademie der Wissenschaften Leopoldina aufgenommen.

## Schriften (Auswahl)
- Mit Paul Collier: Greed and Grievance in Civil War. In: Oxford Economic Papers. Band 56, Nr. 4, 2004, S. 563–595.
- What are the costs of violence? In: Politics, Philosophy & Economics. Band 16, Nr. 4, 2017, S. 422–445.
- Mit Olivier Sterck: Is Chinese aid different? In: World Development. Band 156, 2022.